# Episodi di The Witcher (terza stagione)
La terza stagione della serie televisiva The Witcher, composta da otto episodi, è stata resa disponibile sul servizio di streaming on demand Netflix in due parti separate: i primi cinque episodi della stagione il 29 giugno 2023, mentre i restanti tre episodi il 27 luglio seguente.
| nº       | Titolo originale                                       | Titolo italiano                                             | Pubblicazione  |
| Volume 1 | Volume 1                                               | Volume 1                                                    | Volume 1       |
| -------- | ------------------------------------------------------ | ----------------------------------------------------------- | -------------- |
| 1        | Shaerrawedd                                            | Shaerrawedd                                                 | 29 giugno 2023 |
| 2        | Unbound                                                | Separarsi                                                   | 29 giugno 2023 |
| 3        | Reunion                                                | Ritrovarsi                                                  | 29 giugno 2023 |
| 4        | The Invitation                                         | L'invito                                                    | 29 giugno 2023 |
| 5        | The Art of Illusion                                    | L'arte dell'illusione                                       | 29 giugno 2023 |
| Volume 2 |                                                        |                                                             | 29 giugno 2023 |
| 6        | Everybody Has a Plan 'til They Get Punched in the Face | Tutti hanno un piano finché non ricevono un pugno in faccia | 27 luglio 2023 |
| 7        | Out of the Fire, Into the Frying Pan                   | Dalla brace alla padella                                    | 27 luglio 2023 |
| 8        | The Cost of Chaos                                      | Il prezzo del caos                                          | 27 luglio 2023 |

## Shaerrawedd
- Titolo originale: Shaerrawedd
- Diretto da: Stephen Surjik
- Scritto da: Mike Ostrowski

### Trama
Dopo aver lasciato Kaer Morhen, Geralt, Yennefer e Ciri sono in fuga dai cacciatori di taglie mentre continuano l'addestramento di Ciri nel combattimento e nella magia. Dopo sei mesi, si stabiliscono in una casa fornita da Yarpen Zigrin, ma quando un mostro simile a un armadillo attacca, controllato da Rience, il trio viene scoperto. Non volendo più nascondersi, decidono di attirare Rience in una trappola.
Francesca Findabair e gli Scoia'tael stanno cercando Ciri che credono sia la prescelta per salvare gli elfi.
Nella Redania, Re Vizimir è infastidito dal fatto che il capo delle sue spie Dijkstra e la sua maga di corte Philippa Eilhart non siano riusciti a catturare Ciri che intendeva sposare, quindi affida l'incarico a suo fratello Radovid. A Ranuncolo, che negozia segretamente con Philippa e Radovid per consegnare Ciri a Redania, viene chiesto di aiutare Geralt, Yennefer e Ciri con il loro piano.
Alle rovine elfiche di  Shaerrawedd, mettono in atto la trappola per Rience, che abbocca. Arrivano anche gli Scoia'tael e ne consegue una battaglia a tre che termina con i nemici messi in fuga.  Yennefer scopre che un potente mago è la mente dietro Rience e suggerisce di cercare aiuto ad Aretuza. Ranuncolo dice a Philippa e Radovid che li aiuterà a prendere Ciri, ma devono conquistare la sua fiducia eliminando Rience.

## Separarsi
- Titolo originale: Unbound
- Diretto da: Stephen Surjik
- Scritto da: Tania Lotia

### Trama
Geralt e Ranuncolo visitano gli investigatori Codringher e Fenn per avere informazioni su Rience e i due rivelano che Rience si nasconde in un castello di Vuilpanne.
Yennefer e Ciri viaggiano in incognito ad Aretuza, ma le visioni di Ciri le ostacolano e le compromettono, causando un conflitto tra le due fino a quando Yennefer decide di rivelare il suo passato a Ciri.
A Cintra controllata da Nilfgaard, una Fringilla retrocessa sfugge alla prigione. Cahir viene salvato dagli aggressori da Gallatin, il suo amico elfo e membro degli Scoia'tael, e i due discutono del futuro degli elfi.
Rience interroga Codringher e Fenn su Geralt prima di ucciderli. A Vuilpanne, Geralt uccide un mostro di carne mutante che sembra essere stato un tempo umano e salva una sconvolta ragazza mezz'elfa dalla fortezza. Dopo essersi messa in salvo, la ragazza riconosce Geralt e afferma di essere Ciri.

## Ritrovarsi
- Titolo originale: Reunion
- Diretto da: Gandja Monteiro
- Scritto da: Haily Hall

### Trama
Geralt porta la ragazza mezz'elfa da Anika, una druida, vecchia amica di sua madre, che scopre che il nome della ragazza è Teryn ed è stata sottoposta alla magia del controllo mentale. Geralt cerca di estrarre informazioni da Teryn, ma un mago sconosciuto la possiede e attacca tutti. Più tardi, Anika ferita rivela a Geralt che sua madre Visenna è morta.
A Gors Velen, Yennefer incontra Tissaia de Vries mentre Ciri provoca il caos in città, attirando ancora una volta l'attenzione su di sé quando identifica quello che si dice sia un basilisco come una viverna. Dopo aver ucciso la viverna, viene derubata da un ladro sconosciuto che insegue prima di incontrare Yennefer e le sue compagne maghe che la portano in un bagno pubblico. Disillusa e frustrata dal loro comportamento, Ciri fugge dopo un litigio con Yennefer.
Rience incontra Lydia per discutere dei loro prossimi passi.
Dopo che Gallatin ha informato l'imperatore Emhyr delle azioni di Francesca, Emhyr ordina a Cahir di dimostrargli la sua lealtà, il che porta Cahir ad uccidere Gallatin, pentendosi in seguito.
In fuga da Gors Velen, Ciri cade in un'imboscata della Caccia Selvaggia, ma viene salvata da Geralt.

## L'invito
- Titolo originale: The Invitation
- Diretto da: Gandja Monteiro
- Scritto da: Rae Benjamin

### Trama
L'imperatore Emhyr ordina a Cahir di assassinare Francesca. Dopo aver raggiunto lei e gli Scoia'tael, Cahir la convince a unire le forze nella loro ricerca di Ciri. Fringilla gode della sua ritrovata libertà.
A bordo di una nave diretta ad Aretuza, Geralt, Ciri, Ranuncolo e il resto dell'equipaggio vengono attaccati da un Aeschna che Geralt e Ciri uccidono.
Ad Aretuza, Yennefer convince la Confraternita degli Stregoni a ospitare un conclave per maghi per rafforzare l'unità del Nord contro Nilfgaard. Successivamente, Yennefer visita la corte redaniana per invitare Philippa Eilhart e cercare di ottenere il sostegno di re Vizimir che ordina non solo a Philippa, ma anche a Dijkstra e Radovid di partecipare. Sulla via del ritorno, Yennefer cade in un'imboscata, ma riesce a fuggire.
Nel frattempo, Triss e Istredd indagano rispettivamente sugli studenti di Aretuza scomparsi e sul Libro dei monoliti.
Analogamente a Yennefer e Geralt, arrivano alla conclusione che Stregobor è la mente dietro quegli eventi così come le azioni di Rience.
Ciri e Ranuncolo giungono in un rifugio sicuro fuori Aretuza. Lì, Ranuncolo viene avvicinato da Radovid e i due confessano i loro sentimenti romantici l'uno per l'altro.
Geralt, Yennefer e i maghi del Nord si riuniscono ad Aretuza per iniziare il conclave con un banchetto.

## L'arte dell'illusione
- Titolo originale: The Art of Illusion
- Diretto da: Loni Peristere
- Scritto da: Clare Higgins

### Trama
Una volta terminato il banchetto, Geralt e Yennefer discutono retrospettivamente degli eventi della notte.
Nonostante il suo disprezzo, Geralt socializza con gli stregoni festaioli mentre Yennefer gli ricorda che devono mentire per smascherare Stregobor durante il successivo conclave. I loro piani cambiano, tuttavia, quando Yennefer viene avvisata da Istredd e Triss del possesso del Libro dei monoliti da parte di Stregobor.  Geralt e Istredd fingono di litigare per coprire Yennefer mentre lei irrompe nello studio di Stregobor dove scoprono il libro, oltre a prove evidenti del rapimento di studenti mezzelfi.  Stregobor viene arrestato da Tissaia, Vilgefortz e Artorius, e il banchetto è considerato un successo diplomatico.
Una volta che Yennefer e Geralt hanno messo insieme tutti i pezzi della notte, tuttavia, si rendono conto che la mente dietro le azioni di Rience e i rapimenti è Vilgefortz che ha solo incastrato Stregobor. Perlustrando le sale per spianare loro la strada, Geralt viene distratto dai suoni di un combattimento in lontananza ma cade in un'imboscata da parte di Dijkstra.

## Tutti hanno un piano finché non ricevono un pugno in faccia
- Titolo originale: Everybody Has a Plan 'til They Get Punched in the Face
- Diretto da: Loni Peristere
- Scritto da: Javier Grillo-Marxuach

### Trama
Mentre Dijkstra fa prigioniero Geralt, i soldati redaniani guidati da Philippa insieme a diversi maghi del nord fanno un colpo di stato e arrestano i maghi guidati da Vilgefortz che hanno collaborato con Nilfgaard. Non credendo all'accusa, Tissaia libera i maghi arrestati solo perché Vilgefortz si riveli essere il traditore e fugga da Aretuza per catturare Ciri. Prima di ciò, permette a una legione di truppe nilfgaardiane e scoia'tael guidate da Cahir e Francesca di invadere Aretuza, dando inizio a una battaglia tra loro e i maghi del Nord. Geralt, Ciri e Yennefer si riuniscono e uccidono Rience insieme, ma vengono separati quando Yennefer decide di unirsi alla battaglia che lascia Aretuza in rovina e prende molte vite da entrambe le parti, inclusi Filavandrel e Artorius. Tissaia esaurisce gran parte delle sue forze lanciando un devastante incantesimo di ultima istanza e Stregobor si sacrifica salvando gli ultimi maghi rimasti, mentre Geralt e Ciri vengono salvati da Cahir dagli Scoia'tael. Raggiunto da Vilgefortz, Geralt ordina a Ciri di scappare. Vilgefortz mostra una sorprendente abilità in combattimento e sconfigge Geralt, lasciandolo mezzo morto per seguire Ciri alla torre di Tor Lara, ma Triss trova Geralt e lo porta a Brokilon. A Tor Lara poco prima che Vilgefortz possa catturarla, Ciri attinge al potere di un monolite instabile, scatenando un'esplosione che distrugge la torre.

## Dalla brace alla padella
- Titolo originale: Out of the Fire, Into the Frying Pan
- Diretto da: Bola Ogun
- Scritto da: Matthew D'Ambrosio

### Trama
Ad Aretuza, Ranuncolo trova e affronta Radovid sul suo tentativo di catturare Ciri per Redania e i due si separano. Ranuncolo si riunisce anche con Yennefer che lo informa che Ciri è scomparsa. A Brokilon, le driadi guidate dalla regina Eithné si prendono cura di Geralt ferito.
Teletrasportata attraverso un portale a Tor Lara, Ciri si ritrova nella terra desolata del deserto di Korath. Lottando per trovare acqua o cibo, incontra un unicorno che chiama "Cavallino" che le fa compagnia. Vagando per giorni nel deserto, Ciri è tormentata dalle visioni dei suoi cari e da una figura misteriosa che si rivela essere Falka, una principessa mezzelfa arsa sul rogo per i suoi crimini. Quando un mostro del deserto senza nome attacca Ciri e ferisce Cavallino, Ciri viene persuasa dalla visione di Falka a usare la pericolosa magia del fuoco per curare l'unicorno. Mentre lo fa, una violenta visione infuocata rischia di consumarla prima che rinunci alla sua magia e perda conoscenza, svegliandosi circondata dai cacciatori di taglie.
Ranuncolo visita Brokilon e scopre che la foresta è diventata un rifugio per le persone in fuga dalla guerra tra i regni del Nord e Nilfgaard. Quando trova un Geralt che si sta lentamente riprendendo, lo informa delle voci secondo cui Ciri è in viaggio per Nilfgaard.

## Il prezzo del caos
- Titolo originale: The Cost of Chaos
- Diretto da: Bola Ogun
- Scritto da: Mike Ostrowski e Troy Dangerfield

### Trama
Alla ricerca di Ciri, Yennefer e le sue compagne maghe fanno irruzione nella fortezza di Vuilpanne di Vilgefortz, ma la trovano vuota a parte i cadaveri dei novizi di Aretuza rapiti e incontrano Philippa che incolpa Tissaia per il tragico esito del colpo di stato di Thanedd. Di ritorno ad Aretuza, Tissaia, tormentata dai sensi di colpa e rassegnata si suicida.
Nella Redania, il re Vizimir ordina a Dijkstra di uccidere Philippa come punizione per il fallito colpo di stato, ma Philippa orchestra invece l'assassinio di Vizimir, incoronando Radovid nuovo re.
Yennefer si reca a Brokilon e guarisce Geralt che, affiancato da Ranuncolo e da un'arciera di Brokilon, Milva, si propone di salvare Ciri da Emhyr.
Fringilla e Francesca arrivano a Nilfgaard tramando segretamente contro Emhyr, ma quando Fringilla rivela accidentalmente la verità sulla parte di Nilfgaard nell'omicidio del suo bambino, Francesca se ne va arrabbiata, giurando vendetta. Più tardi, Emhyr dà il benvenuto a Ciri alla corte di Nilfgaard, ma, apparentemente a sua insaputa, si scopre che è Teryn che finge di essere Ciri.
Tenuta prigioniera dai cacciatori di taglie, la vera Ciri viene salvata da un gruppo di banditi noto come i Ratti che la lasciano unirsi a loro dopo aver ucciso il suo rapitore, segnando la sua prima uccisione umana. Quando i Ratti le chiedono il nome, Ciri si presenta come "Falka".